# Glypta novomexicana
Glypta novomexicana är en stekelart som beskrevs av Dasch 1988. Glypta novomexicana ingår i släktet Glypta och familjen brokparasitsteklar. Inga underarter finns listade i Catalogue of Life.